# Józef Raszewski
Józef Raszewski (ur. 3 grudnia 1936 w Zduńskiej Woli, zm. 28 listopada 2011 w Gdańsku) – działacz opozycyjny w PRL.

## Życiorys
Urodził się jako syn Wojciecha i Marii. Ukończył Szkołę Podstawową w Szubinie (1952). W latach 1955–1957 w zastępstwie służby wojskowej górnik w KWK „Zabrze Wschód” i KWK „Rozbark”. W latach 1957–1959 pracownik kilku zakładów pracy w Szczecinie, 1959-1971 zatrudniony w Kołobrzeskim Przedsiębiorstwie Budowlanym, 1971-1984 w Zakładzie Remontowo-Montażowym „Budimor” w Gdańsku.
W Związku od 1980, po 13 grudnia 1981 współtwórca struktur podziemnej „S” w „Budimorze”, działacz podziemia: drukarz „Biuletynu Informacyjnego ‘Budimoru’”, kolporter wydawnictw podziemnych, m.in. pisma „Portowiec”, współorganizator pomocy dla represjonowanych i ich rodzin. 12 listopada 1982 aresztowany, w grudniu skazany przez Sąd Pomorskiego Okręgu Wojskowego na 1,5 roku więzienia, osadzony w ZK w Barczewie i Braniewie, zwolniony w sierpniu 1983 na mocy amnestii. W marcu 1984 organizator strajku transportu w „Budimorze”, w kwietniu aresztowany, więziony w AŚ w Gdańsku, zwolniony w sierpniu 1984 w wyniku umorzenia na mocy amnestii. Zwolniony z pracy. W październiku 1985 ponownie aresztowany, skazany przez Sąd Rejonowy w Gdyni na 2,5 roku, więziony w AŚ w Gdańsku, zwolniony we wrześniu 1986 na mocy kolejnej amnestii. Od 1986 zatrudniony w gdańskim „Geoprojekcie”. We wrześniu 1987 skazany przez Kolegium ds. Wykroczeń na wysoką grzywnę.
W 1989 pełnił funkcję wiceprzewodniczącego KZ w „Geoprojekcie”, w 1990 był delegatem na WZD Regionu Gdańsk. W latach 1989–2002 był członkiem KPN. W wyborach parlamentarnych w 1991 bezskutecznie kandydował z ramienia tej partii do Senatu. W latach 1991–92 szef Okręgu Gdańskiego KPN. Od 2001 członek Związku Represjonowanych Politycznie Żołnierzy Górników, od 1999 członek Stowarzyszenia „Godność”. Od 1995 na emeryturze. 
W 2004 odznaczony Krzyżem „Semper Fidelis”.